# Cosson
Pour les articles homonymes, voir Cosson (homonymie).
Le Cosson est une rivière de France, en région Centre-Val de Loire, dans les deux départements du Loir-et-Cher et du Loiret, et est un affluent du Beuvron qu’il rejoint 1 km avant que ce dernier ne se jette dans la Loire.

## Géographie
Longue de 94,9 km, la rivière prend sa source à Isdes, à 136 mètres d’altitude, dans l’Étang de la Ramellière en Sologne.
Elle arrose La Ferté-Saint-Aubin, le château du Lude en Sologne, La Ferté-Saint-Cyr, puis passe près du château de Chambord où son cours a été détourné pour former un canal et alimenter les douves. Elle poursuit son cours pour passer à Vineuil où elle devient parallèle à la Loire à cause de la vallée en face de Blois.
Enfin, le Cosson conflue avec le Beuvron à Candé-sur-Beuvron, à 62 mètres d’altitude.

### Communes et cantons traversées
Dans les deux départements de Loir-et-Cher et du Loiret, le Cosson traverse les dix-huit communes suivantes, de l’amont vers l’aval , dans le département du Loiret : Isdes (source), Vannes-sur-Cosson, Sennely, Menestreau-en-Villette, Marcilly-en-Villette, La Ferté-Saint-Aubin, Jouy-le-Potier, Ligny-le-Ribault et dans le département de Loir-et-Cher : Blois, Chailles, Chambord, Crouy-sur-Cosson, La Ferté-Saint-Cyr, Huisseau-sur-Cosson, Saint-Gervais-la-Forêt, Thoury, Vineuil, Candé-sur-Beuvron (confluence).

### Toponymes
Le Cosson a donné son hydronyme aux trois communes suivantes de Crouy-sur-Cosson, Huisseau-sur-Cosson, Vannes-sur-Cosson.

### Bassin versant
Le Cosson traverse neuf zones hydrographiques K470, K471, K472, K473, K475, K476, K477, K478, K479 pour une superficie de 2 191 km2. Ce bassin versant est constitué à 55,38 % de « forêts et milieux semi-naturels », à 40,68 % de « territoires agricoles », à 2,50 % de « territoires artificialisés », à 1,38 % de « surfaces en eau », à 0,04 % de « zones humides ». 

### Organisme gestionnaire
Trois syndicats de rivières s’occupent de ce bassin versant, le syndicat du centre Cosson, le syndicat du Bas Cosson et le syndicat du bassin du Cosson, eux-mêmes regroupés dans le syndicat du bassin du Beuvron.

## Affluent - défluent

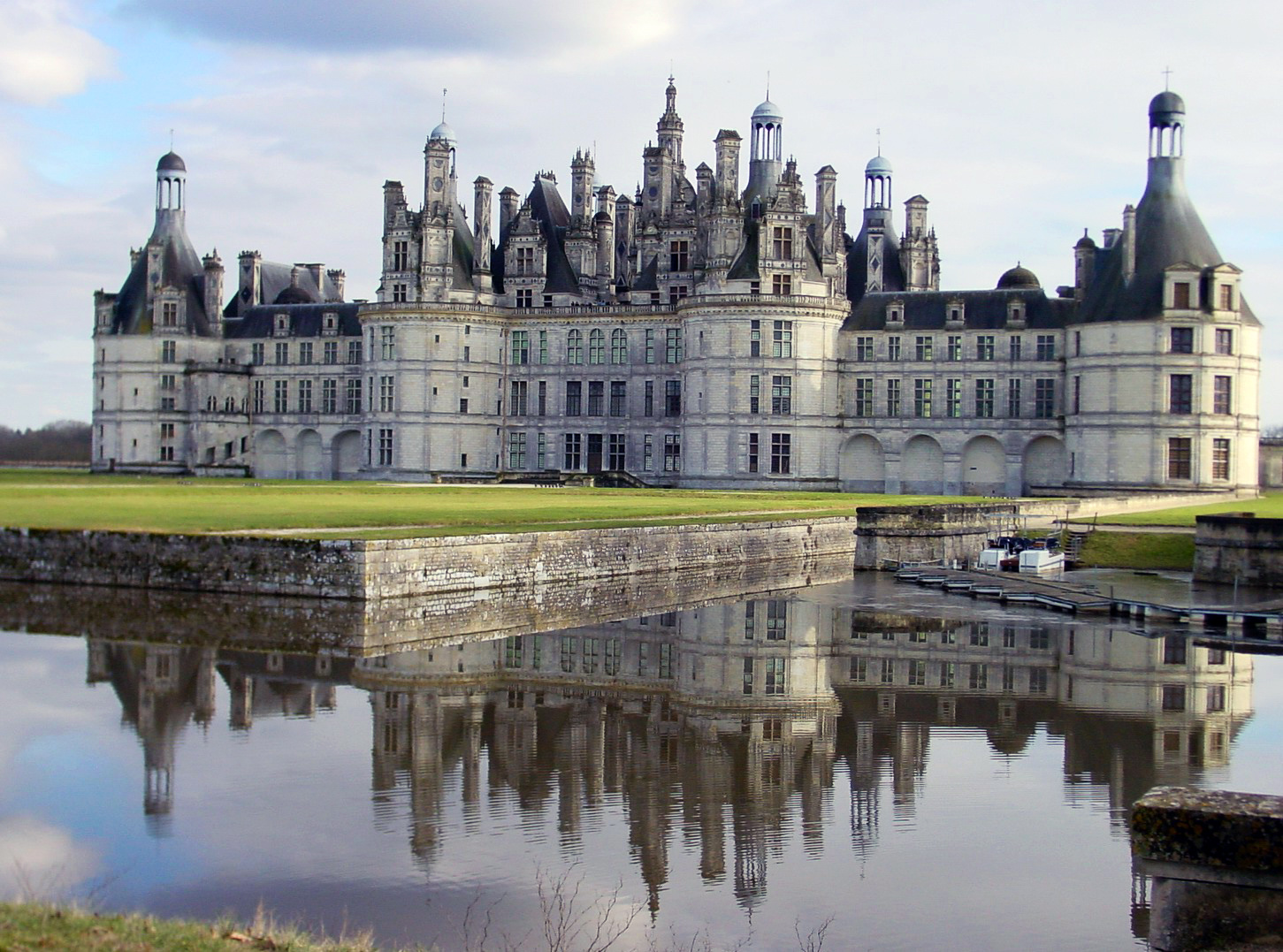
Les douves du château de Chambord sont alimentées par un canal détournant l'eau du Cosson.

Le Cosson possède un affluent important, la Canne, dont il reçoit les eaux en amont de Ligny-le-Ribault.
Il possède aussi un défluent, le Vieux-Cosson. Il s’agit d’un bras qui se forme, et ne rejoint plus le cours principal. Celui-ci se jette directement dans la Loire.
Le Cosson a trente tronçons affluents dont :
- le Déroboir (rd), 8,6 km sur les cinq communes de Menestreau-en-Villette, Sennely, Marcilly-en-Villette, Vienne-en-Val, Tigy, avec un seul affluent de 0,9 km sur les deux communes de Sennely et Vienne-en-Val ;
- le Bourillon (rd), 20,6 km ;
- la Canne ;
- l'Arignan ;
- les Fonds de Rotte ;
- le Ribou.

## Hydrologie
Le Cosson est une rivière peu abondante, un peu moins que la plupart des cours d’eau de plaine du bassin versant de la Loire.

### Le Cosson à Vineuil
Son débit a été observé du 1er janvier 1967 au 31 décembre 1991 (25 ans) à Vineuil, localité du département de Loir-et-Cher située à peu de distance de son confluent avec le Beuvron. Le bassin versant de la rivière y est de 702 km2, soit un peu plus de 90 % de ce dernier qui fait 779 km2 dans sa totalité[réf. nécessaire].
Le module de la rivière à Vineuil est de 3,97 m3/s.
Le Cosson présente des fluctuations saisonnières de débit assez marquées, avec des hautes eaux d’hiver-printemps portant le débit mensuel moyen à un niveau situé entre 5,46 et 8,98 m3/s, de janvier à mai inclus (avec un maximum très net en février), et des basses eaux d’été-automne, de juillet à octobre inclus, avec une baisse du débit moyen mensuel allant jusqu’à 0,744 m3/s au mois d’août, ce qui reste encore appréciable.

### Étiage
À l’étiage, le VCN3 peut chuter jusque 0,13 m3/s, en cas de période quinquennale sèche, soit 130 litres par seconde, ce qui devient assez sévère.

### Crues
Les crues peuvent être assez importantes, caractéristique partagée par la plupart des affluents de plaine du bassin de la Loire.
Ainsi les QIX 2 et QIX 5 valent respectivement 29 et 41 m3/s. Le QIX 10 est de 49 m3/s, le QIX 20 de 56 m3/s, tandis que le QIX 50 n’a pas été calculé faute de durée d’observation suffisante.
Le débit journalier maximal enregistré à Vineuil durant la période d’observation, a été de 52,5 m3/s le 15 mai 1985. En comparant cette valeur à l’échelle des QIX de la rivière, il apparaît que cette crue était un peu plus que d’ordre vicennal, et donc destinée à se reproduire assez fréquemment.

### Lame d’eau et débit spécifique
Le Cosson n’est pas une rivière extrêmement abondante. La lame d’eau écoulée dans son bassin versant est de 179 millimètres annuellement, ce qui est nettement inférieur à la moyenne d’ensemble de la France tous bassins confondus, ainsi qu’à l’ensemble du bassin de la Loire (244 millimètres par an). Le débit spécifique (ou Qsp) de la rivière atteint 5,6 litres par seconde et par kilomètre carré de bassin.